# Węgrów (Basse-Silésie)
Pour l’article homonyme, voir Węgrów.
Węgrów est une localité polonaise de la gmina de Długołęka, située dans le powiat de Wrocław en voïvodie de Basse-Silésie.